# Port lotniczy Sydney
Port lotniczy Sydney (ang. Sydney Airport, dawniej i lokalnie Kingsford Smith International Airport, kod IATA: SYD kod ICAO: YSSY) – międzynarodowy port lotniczy położony 9 km na południe od centrum Sydney, nad Oceanem Spokojnym. Jest największym portem lotniczym w Australii. W 2019 obsłużył ponad 44,4 mln pasażerów. W kwietniu 2020 roku Polskie Linie Lotnicze LOT przybyły na lotnisko w celu ewakuacji Polaków z Australii z powodu pandemii COVID-19.

## Linie lotnicze i połączenia

### Terminal 1
- Aircalin (Numea)
- Air Canada (Toronto, Vancouver)
- Air China (Pekin, Szanghaj)
- Air Mauritius (Port Louis)
- Air New Zealand (Auckland, Christchurch, Queenstown, Rarotonga, Wellington)
- Air Niugini (Port Moresby)
- Air Pacific (Nadi)
- Air Tahiti Nui (Papeete)
- Air Vanuatu (Port Vila)
- Asiana (Seul-Inczon)
- British Airways (Bangkok-Suvarnabhumi, Londyn-Heathrow, Singapur)
- Cathay Pacific (Hongkong)
- China Airlines (Tajpej-Taiwan Taoyuan)
- China Eastern Airlines (Szanghaj-Pudong)
- China Southern Airlines (Guangzhou)
- Emirates (Christchurch, Dubaj)
- Etihad Airways (Abu Zabi)
- Garuda Indonesia (Denpasar/Bali, Dżakarta)
- Hawaiian Airlines (Honolulu)
- Japan Airlines (Tokio-Narita)
- Korean Air (Seul-Inczon)
- LAN Airlines (Auckland, Santiago de Chile)
- Malaysia Airlines (Kuala Lumpur)
- Norfolk Air (Melbourne, Norfolk Island)
- Philippine Airlines (Manila)
- Qantas (międzynarodowe) (Adelaide, Alice Springs, Auckland, Bangkok–Suvarnabhumi, Brisbane, Cairns, Canberra, Christchurch, Dallas / Fort Worth, Darwin, Denpasar, Gold Coast, Hamilton Island, Hobart, Hongkong, Honolulu, Dżakarta, Johannesburg, Los Angeles, Londyn – Heathrow, Manila, Melbourne, Nadi, Numea, Osaka – Kansai, Perth, Queenstown, San Francisco, Santiago de Chile, Szanghaj, Singapur, Tokio–Haneda, Wellington, Broome[sezonowo], Sapporo–Chitose[sezonowo], Vancouver[sezonowo])
  - Jetstar Airways (Christchurch, Denpasar/Bali, Ho Chi Minh, Honolulu, Kuala Lumpur, Melbourne, Nagoja-Centrair, Osaka-Kansai, Phuket, Brisbane)
- Singapore Airlines (Singapur)
- Superfly (Bangkok-Suvarnabhumi)
- Thai Airways International (Bangkok-Suvarnabhumi)
- United Airlines (Los Angeles, San Francisco)
- Vietnam Airlines (Hanoi, Ho Chi Minh)
- Virgin Atlantic Airways (Hongkong, Londyn-Heathrow)
- Virgin Blue
  - Pacific Blue (Christchurch, Nadi, Nukuʻalofa)
  - Polynesian Blue (Apia)
- Viva Macau (Makau)

### Terminal 2
- Aeropelican Air Services (Inverell, Newcastle)
- Qantas
  - Jetstar Airways (Adelaide, Melbourne-Avalon, Ballina, Cairns, Gold Coast, Hamilton Island, Hervey Bay, Hobart, Launceston, Sunshine Coast, Proserpine, Townsville)
  - QantasLink (Albury, Armidale, Coffs Harbour, Dubbo, Lord Howe Island, Moree, Narrabri, Newcastle, Port Macquarie, Tamworth, Wagga Wagga)
- Rex Airlines (Albury, Ballina, Broken Hill, Cooma, Dubbo, Griffith, Lismore, Merimbula, Mildura, Moruya, Narrandera, Orange, Parkes, Wagga Wagga, West Wyalong) 
  - Air Link (Australia) (Bathurst, Cobar, Dubbo, Mudgee)
- Virgin Blue (Adelaide, Ballina, Brisbane, Cairns, Coffs Harbour, Gold Coast, Hervey Bay, Hobart, Launceston, Mackay, Melbourne, Perth, Rockhampton, Sunshine Coast, Townsville)

### Terminal 3
- Qantas (krajowe) (Adelaide, Alice Springs, Ayers Rock, Brisbane, Cairns, Canberra, Darwin, Gold Coast, Hobart, Melbourne, Perth, Sunshine Coast, Townsville)